# Riforma di misure e pesi in Sicilia Citeriore (1840)
Con legge n. 6048 del 6 aprile 1840 fu approvata l'unificazione delle unità di misura nei territori di qua dal Faro, cioè la parte peninsulare del Regno delle Due Sicilie.
Le norme entrarono in vigore dal 1º gennaio 1841 per l'amministrazione e dal 1º gennaio 1846 per i cittadini.
La riforma, ideata da Carlo Afan de Rivera, era incentrata su un nuovo palmo, «settemillesima parte di un minuto primo del grado medio del meridiano terrestre», ed aveva una suddivisione decimale.
Si riporta la conversione in unità metriche utilizzando le tavole redatte nel 1877.

## Unità di misura adottate

### Misure di lunghezza
| Nome  | Nome  | Nome   | Nome      | Valore   | Valore |
| ----- | ----- | ------ | --------- | -------- | ------ |
| Canna | Canna | Canna  | Canna     | 2,645503 | m      |
| 10    | Palmo | Palmo  | Palmo     | 0,264550 | m      |
| 100   | 10    | Decimo | Decimo    |          |        |
| 1000  | 100   | 10     | Centesimo |          |        |

### Misure di superficie
| Nome   | Nome           | Nome           | Valore   | Valore |
| ------ | -------------- | -------------- | -------- | ------ |
| Moggio | Moggio         | Moggio         | 699,8684 | m²     |
| 100    | Canna quadrata | Canna quadrata |          |        |
| 10000  | 100            | Palmo quadrato | 0,069987 | m²     |

### Misure di volume
| Nome       | Nome       | Valore | Valore |
| ---------- | ---------- | ------ | ------ |
| Canna cuba |            |        |        |
| 1000       | Palmo cubo | 18,515 | L      |

### Misure di capacità per gli aridi
| Nome            | Nome            | Nome            | Nome            | Valore  | Valore | Note                |
| --------------- | --------------- | --------------- | --------------- | ------- | ------ | ------------------- |
| Tumolo o tomolo | Tumolo o tomolo | Tumolo o tomolo | Tumolo o tomolo | 55,5451 | L      | pari a 3 palmi cubi |
| 2               | Mezzette        | Mezzette        | Mezzette        |         |        |                     |
| 4               | 2               | Quarta          | Quarta          |         |        |                     |
| 24              | 12              | 6               | Misura          |         |        |                     |

### Misure di capacità per i liquidi
| Nome  | Nome   | Nome    | Valore  | Valore |
| ----- | ------ | ------- | ------- | ------ |
| Botte |        |         |         |        |
| 12    | Barile | Barile  | 43,6250 | L      |
| 720   | 60     | Caraffa |         |        |

La botte era pari a un cilindro retto di 3 palmi di diametro e 4 palmi di altezza.
L'olio era misurato solo a peso.

### Pesi
| Nome    | Nome   | Nome     | Valore  | Valore |
| ------- | ------ | -------- | ------- | ------ |
| Cantaro |        |          |         |        |
| 100     | Rotolo | Rotolo   | 890,997 | g      |
| 100000  | 1000   | Trappeso |         |        |